# Christian Death
A Christian Death egy amerikai gótikus/deathrock együttes. A zenekar 1979-ben alakult meg Los Angelesben. Első lemezüket 1982-ben adták ki. Lemezkiadóik: Frontier Records, L'Invitation Au Suicide, ROIR Records, Nostradamus Records, Cleopatra Records, Normal Records, Jungle Records, Century Media, Contempo Records, Sad Eyes/Trinity, Candlelight Records, Season of Mist. Nevük (amelynek jelentése: "keresztény halál") egyben szójáték is a Christian Dior luxusmárka nevével. 

## Tagok
- Valor Kand
- Maitri
- Jason Frantz

## Korábbi tagok
- Rozz Williams
- Jay
- James McGearty
- Hugh Jarse
- George Belanger
- Rikk Agnew
- Gitane Demone
- David Glass
- Constance Smith
- Randy Wilde
- Barry Galvin
- Johann Schumann
- Johnnie Sage
- James Beam
- Kota
- PJ Phillips
- Nick the Bastard
- Ian Thompson
- Casey Chaos
- Eva O
- David Melford
- Listo
- William Faith
- Stevyn Grey
- Kris Kohls
- Steven "Devine" Wright
- Flick Fuck
- Will Sarginson
- Nate Hassan
- Tiia
- Gian Peres

## Albumok
- Only Theatre of Pain (1982)
- Catastrophe Ballet (1984)
- Ashes (1985)
- The Wind Kissed Pictures (1985)
- Atrocities (1986)
- The Scriptures (1987)
- Sex and Drugs and Jesus Christ (1988)
- All the Love All the Hate (Part One: All the Love) (1989)
- All the Love All the Hate (Part Two: All the Hate) (1989)
- Insanus, Ultio, Proditio, Misericordiaque (1990)
- The Iron Mask (1992)
- The Path of Sorrows (1993)
- The Rage of Angels (1994)
- Sexy Death God (1994)
- Prophecies (1996)
- Pornographic Messiah (1998)
- Born Again Anti Christian (2000)
- American Inquisition (2007)
- The Root of All Evilution (2015)
- Evil Becomes Rule (2022)